# 下村三郎
下村 三郎（しもむら かずお、1903年1月2日 - 1980年8月4日）は。日本の裁判官、弁護士。最高裁判所判事を務めた。東京都出身。

## 人物
1920年、東京高等師範学校附属中学校（現・筑波大学附属中学校・高等学校）を卒業。附属中学の同級生には、市原豊太（元獨協大学学長）、菊池正士（物理学者）、坪井忠二（東京大学名誉教授）、中島健蔵（フランス文学者）などがいた。
旧制第一高等学校を経て、東京帝国大学法学部を卒業。
裁判官生活と司法省への出向を2度繰り返した後、松江地方裁判所所長、東京高等裁判所判事、最高裁判所事務総長、仙台高等裁判所長官、東京高等裁判所長官を経る。東京高裁判事時代にチャタレイ事件で一審無罪を有罪に逆転させた。
1965年9月に最高裁判事に就任。就任の挨拶では「最高裁という裁判の組織のうえでは最高のところに座ることになり、光栄に思うと同時に、責任の重大さを痛感している」「できれば国民が裁判に関与できる陪審制度を復活させたら、と思うこともありますが、一般社会が受け入れるかどう。大きな問題なので国民が負担に考えても困るし…」と述べる。
1973年1月に定年退官。その後に弁護士登録し、ロッキード事件の橋本登美三郎の弁護士団長格となった。墓所は多磨霊園(16-1-8)

## 参考書籍
- 野村二郎『最高裁全裁判官：人と判決』三省堂、1986年。ISBN 9784385320403。
- 野村二郎『日本の裁判史を読む事典』自由国民社、2004年。ISBN 9784426221126。